# Gare de Pierre-Bénite
Gare de Pierre-Bénite – przystanek kolejowy w Pierre-Bénite, w departamencie Rodan, w regionie Owernia-Rodan-Alpy, we Francji.
Jest przystankiem kolejowym Société nationale des chemins de fer français (SNCF), obsługiwanym przez pociągi TER Rhône-Alpes, kursujące między Lyonem i Givors.